# Calciatori dell'Unione Sportiva Catanzaro 1929
(Massimo Palanca)
Nel Catanzaro hanno giocato circa 800 calciatori, nella maggior parte dei casi di nazionalità italiana. Il più celebrato nel capoluogo calabrese è Massimo Palanca, che fu anche il più longevo capitano della squadra e il più prolifico marcatore. Il detentore del record di presenze è Adriano Banelli.

## Capitani
Il Catanzaro, durante il corso della sua storia, ha avuto solamente capitani italiani. Si ricordano in particolare Roberto Franzon, capitano della prima promozione in Serie A, Adriano Banelli, Gianni Improta e Claudio Ranieri, che portarono la fascia al braccio durante il periodo di militanza in massima serie. Meritevoli di mansione sono anche Luigi Sardei, capitano degli anni 1960, che guidò il Catanzaro nella finale di Coppa Italia persa i rigori contro la Fiorentina, Massimo Palanca (giocatore simbolo della squadra) e Giorgio Corona, bomber dei giallorossi dal 2003 al 2006, particolarmente amato dal pubblico catanzarese che lo soprannominò "Re Giorgio".
Tra i capitani catanzaresi si ricordano Antongiulio Bonacci (di Soveria Mannelli), Francesco Corapi, Salvatore Ferraro e Domenico Giampà (nativo di Girifalco).
I sopracitati dati fanno riferimento ai capitani conosciuti, elencati nell'elenco sottostante.
| Calciatore            | Ruolo | Stagioni al club                                  | Stagioni da capitano            | Presenze | Reti | Nota          |
| --------------------- | ----- | ------------------------------------------------- | ------------------------------- | -------- | ---- | ------------- |
| …                     |       |                                                   |                                 |          |      |               |
| Vittorio Masci        | P     | 1946-1947 e 1953-1962                             | 1957-1962 (5)                   | 184      | -176 |               |
| Stefano Raise         | C     | 1955-1966                                         | 1962-1966 (4)                   | 312      | 26   |               |
| Luigi Sardei          | C     | 1963-1968                                         | 1966-1968 (2)                   | 93       | 3    |               |
| Luigi Tonani          | D     | 1963-1969                                         | 1968-1969 (1)                   | 223      | 3    |               |
| Franco Marini         | D     | 1965-1971                                         | 1969-1971 (2)                   | 202      | 4    |               |
| Roberto Franzon       | C     | 1968-1972                                         | 1971-1972 (1)                   | 119      | 1    |               |
| Francesco Rizzo       | C     | 1972-1974                                         | 1972-1974 (2)                   | 63       | 13   |               |
| Adriano Banelli       | C     | 1967-1979                                         | 1974-1979 (5)                   | 336      | 24   |               |
| Claudio Ranieri       | D     | 1974-1982                                         | 1979-1982 (3)                   | 225      | 6    |               |
| Sergio Santarini      | D     | 1981-1983                                         | 1982-1983 (1)                   | 48       | 1    |               |
| Gregorio Mauro        | C     | 1976-1977, 1979-1980, 1981, 1984-1985 e 1989-1990 | 1984-1985 (1)                   | 64       | 8    |               |
| Carmelo Bagnato       | C     | 1984-1987                                         | 1985-1987 (2)                   | 94       | 6    |               |
| Agostino Iacobelli    | C     | 1984-1988                                         | 1987-1988 (1)                   | 124      | 2    |               |
| Massimo Palanca       | C     | 1974-1981 e 1986-1990                             | 1988-1990 (2)                   | 331      | 115  |               |
| Luciano Orati         | C     | 1983-1985                                         | 1990-1993 (3)                   | 74       | 6    |               |
| Umberto Brutto        | D     | 1989-1996                                         | 1993-1996 (3)                   | 140      | 3    |               |
| Mauro Picasso         | C     | 1996-1998                                         | 1996-1998 (2)                   | 51       | 3    |               |
| Antongiulio Bonacci   | C     | 1998-2001                                         | 1998-1999 (1)                   | 66       | 2    |               |
| Giuseppe Tortora      | A     | 1999-2000                                         | 1999-2000 (1)                   | 32       | 15   | [ 9 ]         |
| Pasquale Logiudice    | D     | 2000-2001 e 2002-2003                             | 2000-2001 (1)                   | 64       | 2    | [ 10 ]        |
| Giovanni Delle Vedove | C     | 2000-2002                                         | 2001-2002 (1)                   | 52       | 4    |               |
| Marco Ciardiello      | C     | 1998-1999 e 2002-2004                             | 2002-2003 (1)                   | 66       | 6    | [ 11 ]        |
| Fabrizio Ferrigno     | C     | 2002-2005, 2006 e 2007-2008                       | 2003-2004 e 2007-2008 (1)       | 87       | 14   | [ 12 ] [ 13 ] |
| Giorgio Corona        | A     | 2003-2006                                         | 2004-2006 (2)                   | 109      | 46   | [ 14 ]        |
| Danilo Coppola        | A     | 2006-2008                                         | 2006-2007 (1)                   | 48       | 0    | [ 13 ]        |
| Roberto Gimmelli      | D     | 2006-2010                                         | 2008-2010 (2)                   | 123      | 4    | [ 15 ]        |
| Francesco Corapi      | C     | 2002-2005, 2008-2011, gen. 2020-                  | 2010-gen. 2011 e gen. 2020- (2) | 56       | 5    | [ 16 ] [ 17 ] |
| Giuseppe Benincasa    | C     | 1998-2002 e 2009-2011                             | gen.-giu. 2011 (1)              | 89       | 2    |               |
| Salvatore Accursi     | D     | 2011-2012                                         | 2011-2012 (1)                   | 22       | 2    | [ 18 ]        |
| Salvatore Carboni     | A     | 2011-2013                                         | 2012-2013 (1)                   | 47       | 15   | [ 19 ]        |
| Salvatore Ferraro     | D     | 2013-2015                                         | 2013-gen. 2015 (2)              | 48       | 0    | [ 20 ]        |
| Domenico Giampà       | C     | 1994-1996, 2012 e 2015-2016                       | gen. 2015-2016 (2)              | 47       | 5    | [ 8 ]         |
| Vito Di Bari          | D     | mag.-dic. 2016                                    | fino a dic. 2016 (1)            | 14       | 2    | [ 21 ]        |
| Matteo Patti          | D     | 2016-2017                                         | dic. 2016-2017 (1)              | 34       | 2    | [ 22 ]        |
| Emanuele Nordi        | P     | 2017-2018                                         | 2017-2018 (1)                   | 32       | 0    | [ 23 ]        |
| Mattia Maita          | C     | 2011-2012 e 2015-gen. 2020                        | 2018-gen. 2020 (1)              | 145      | 6    | [ 24 ]        |

Codici:

P: Portiere,
D: Difensore,
C: Centrocampista,
A: Attaccante.

## Statistiche e record

Giuseppe Lorenzo.

Adriano Banelli è il giocatore che con la maglia del Catanzaro detiene il record di presenze (336 in campionato). Il calciatore che invece ha giocato più partite in Serie A è Claudio Ranieri (128 su 225 complessive), di cui la maggior parte da capitano.
Il debuttante più giovane nella storia del club è Domenico Strumbo, che il 20 novembre del 2017 ha esordito in prima squadra a 16 anni, 9 mesi e 12 giorni: ciò gli ha consentito anche di diventare il giocatore più giovane a debuttare in Serie C, un record che ha mantenuto fino all'ottobre del 2021, quando Jacopo Surricchio del Teramo (esordiente a 15 anni e 279 giorni) ha stabilito un nuovo primato.
Massimo Palanca è invece il calciatore che, con la maglia del Catanzaro, ha realizzato più gol in assoluto: con la casacca giallorossa in 11 anni, 331 presenze e 116 goal in campionato; 36 presenze e 20 gol in Coppa Italia. Pietro Iemmello è il giocatore che ha totalizzato il maggior numero di gol realizzati da un calciatore con la maglia del Catanzaro in una sola stagione, nel campionato di Serie C 2022-2023 con 28 reti, riuscendo a conquistare il titolo di capocannoniere del torneo, traguardo raggiunto solamente da sei calciatori nella storia della società calabrese: il primo fu Gianni Bui, con 18 reti nel torneo di Serie B 1965-1966. Massimo Palanca fu capocannoniere nel campionato di Serie B 1977-1978 e nella Serie C1 1986-1987. Altri capocannonieri furono Giuseppe Lorenzo nella Serie C1 1984-1985, Paolo Mollica nella Serie C2 1991-1992 e Sebastián Bueno nella Serie C2 2006-2007. In Coppa Italia lo stesso Palanca fu bomber principe nel 1978-1979.
Pietro Iemmello, inoltre,  nella Serie C 2022-2023  ha inoltre raggiunto il record assoluto, per la Serie C, di reti realizzate(28) in una sola stagione
I calciatori del Catanzaro a superare le 15 marcature in campionato senza laurearsi capocannonieri del rispettivo torneo sono stati 7. Il primo fu Ettore Brossi, nel campionato di Prima Divisione 1932-1933. Segue per tre volte consecutive Geraci, nel 1947-1948, nel 1950-1951 e nel 1952-1953. Dopo di lui Corti nel 1955-1956, Gianni Fanello nel 1959-1960, Giorgio Corona nel 2003-2004, Manolo Mosciaro nel 2009-2010 e il già citato Simone Masini nel 2011-2012. Da segnalare, infine, che Massimo Palanca ed Edi Bivi furono vice-capocannonieri della Serie A, rispettivamente nelle stagioni 1980-81 e 1981-82 con 13 e 12 gol, in entrambe le occasioni dietro a Roberto Pruzzo.
Luca Scerbo, grazie al rigore realizzato il 7 dicembre 2011 nella sfida contro il Trapani valida per il secondo turno di Coppa Italia Lega Pro, è stato il primo, e finora unico, portiere ad aver realizzato una rete in maglia giallorossa.

### Capocannonieri
Di seguito i calciatori del Catanzaro laureatisi capocannonieri in campionato e in Coppa Italia. Fra parentesi è indicato il torneo in questione.
In campionato
- 28   Pietro Iemmello (2022-2023)[32]
- 18  Gianni Bui (1965-1966)[29]
- 18  Massimo Palanca (1977-1978)[29]
- 18  Giuseppe Lorenzo (1984-1985)
- 17  Massimo Palanca (1986-1987)[2]
- 16  Paolo Mollica (1991-1992)
- 16  Sebastián Bueno (2006-2007)

In Coppa Italia
- 8  Massimo Palanca (1978-1979)[2]

### Primatisti stagionali
Di seguito i primatisti di presenze e reti stagione per stagione.
Presenze
- 1927-1933:  ...
- 1933-1934:  Amerigo Bedetti,  Umberto Favero (24)
- 1934-1935:  Vittorio Redaelli (29)
- 1936-1937:  Giovanni Garbo,  Umberto Tosi (29)
- 1937-1946:  ...
- 1946-1947:  Italo Acconcia,  Ermenegildo Andrian (32)
- 1947-1948:  E. Vitali (26)
- 1948-1949:  Ermenegildo Andrian (34)
- 1949-1950:  Adelmo Santi (32)
- 1950-1951:  Mario Pallaoro (36)
- 1951-1953:  ...
- 1953-1954:  Antonio Lionetti,  Vittorio Masci (33)
- 1954-1955:  Antonio Lionetti (34)
- 1955-1956:  Stefano Raise (34)
- 1956-1957:  Stefano Raise (34)
- 1957-1958:  Antonio Ariagno (34)
- 1958-1959:  Walter Costa,  Egidio Ghersetich,  Gennaro Rambone (34)
- 1959-1960:  Stefano Raise (37)
- 1960-1961:  Claudio Bandoni,  Dino Bigagnoli (38)
- 1961-1962:  Dino Bigagnoli,  Stefano Raise (34)
- 1962-1963:  Guglielmo Mecozzi (36)
- 1963-1964:  Luigi Tonani (38)
- 1964-1965:  Umberto Provasi (15)
- 1965-1966:  Luigi Tonani (38)
- 1966-1967:  Luigi Tonani (38)
- 1967-1968:  Luigi Tonani (38)
- 1968-1969:  Gianfranco Bertoletti (38)
- 1969-1970:  Mario Musiello (35)
- 1970-1971:  Flavio Pozzani (38)
- 1971-1972:  Adriano Banelli,  Alberto Spelta (30)
- 1972-1973:  Alberto Spelta (38)
- 1973-1974:  Carlo Petrini (35)
- 1974-1975:  Alberto Spelta (38)
- 1975-1976:  Gianni Improta (37)
- 1976-1977:  Gianni Improta (30)
- 1977-1978:  Giorgio Pellizzaro (38)
- 1978-1979:  Massimo Mattolini,  Massimo Palanca (30)
- 1979-1980:  Enrico Nicolini,  Massimo Palanca (29)
- 1980-1981:  Giorgio Boscolo (30)
- 1981-1982:  Antonio Sabato,  Sergio Santarini,  Alessandro Zaninelli (30)
- 1982-1983:  Piero Braglia (28)
- 1983-1984:  Giorgio Boscolo (38)
- 1984-1985:  Massimo Bianchi,  Armando Cascione,  Massimo Pedrazzini (34)
- 1985-1986:  Carmelo Bagnato (34)
- 1986-1987:  Giacomo Zunico (34)
- 1987-1988:  Marco Rossi,  Giacomo Zunico (38)
- 1988-1989:  Giacomo Zunico (38)
- 1989-1990:  Luigi Corino,  Paolo De Toffol (34)
- 1990-1991:  Salvatore Scarfone (34)
- 1991-1992:  Paolo Mollica (36)
- 1992-1993:  Daniele Catto,  Alessandro Misefori,  Massimo Savio (33)
- 1993-1994:  Massimo Savio (31)
- 1994-1995:  Lorenzo Intrieri (33)
- 1995-1996:  Leonardo Di Punzio,  Domenico Galeano (31)
- 1996-1997:  Marco Bizzarri (34)
- 1997-1998:  Francesco Marra (31)
- 1998-1999:  Daniele Cerretti (34)
- 1999-2000:  Giuseppe Tortora (32)
- 2000-2001:  Luca Gentili (33)
- 2001-2002:  Luca Gentili (32)
- 2002-2003:  Marcello Corazzini,  Luca Gentili (33)
- 2003-2004:  Mauro Briano,  Giorgio Corona,  Ivano Pastore (33)
- 2004-2005:  Giorgio Corona (36)
- 2005-2006:  Giorgio Corona (40)
- 2006-2007:  Domenico Botticella (33)
- 2007-2008:  Roberto Mancinelli (33)
- 2008-2009:  Roberto Mancinelli (34)
- 2009-2010:  Ivano Ciano,  Roberto Di Maio (33)
- 2010-2011:  Denny Gigliotti (25)
- 2011-2012:  Riccardo Mengoni (39)
- 2012-2013:  Nicola Fiore,  Giordano Fioretti (28)
- 2013-2014:  Giacomo Bindi (30)
- 2014-2015:  Michele Rigione (34)
- 2015-2016:  Leonardo Mancuso,  Andrea Razzitti (33)
- 2016-2017:  ...
- 2017-2018:  ...
- 2018-2019:  ...

Reti
- 1927-1933:  ...
- 1933-1934:  Antonio Moretti (11)
- 1934-1935:  Aldo Dapas (9)
- 1936-1937:  Alberto Guasconi (7)
- 1937-1946:  ...
- 1946-1947:  Alessandro Codeluppi,  Umberto Sacco (5)
- 1947-1948:  Vincenzo Geraci (21)
- 1948-1949:  Alessandro Codeluppi (10)
- 1949-1950:  Oreste Alò (10)
- 1950-1951:  Vincenzo Geraci (19)
- 1951-1953:  ...
- 1953-1954:  Giovanni Corti,  Giuseppe D'Avino (10)
- 1954-1955:  Giovanni Corti (12)
- 1955-1956:  Giovanni Corti (16)
- 1956-1957:  Giuseppe D'Avino (5)
- 1957-1958:  Luciano Scroccaro (12)
- 1958-1959:  Gennaro Rambone (15)
- 1959-1960:  Gianni Fanello (15)
- 1960-1961:  Gennaro Rambone (13)
- 1961-1962:  Gennaro Rambone (11)
- 1962-1963:  Giovanni Zavaglio (9)
- 1963-1964:  Osvaldo Bagnoli (12)
- 1964-1965:  Giuseppe Marchioro (9)
- 1965-1966:  Gianni Bui (18)
- 1966-1967:  Gianni Bui (15)
- 1967-1968:  Sergio Pellizzaro (14)
- 1968-1969:  Giovan Battista Benvenuto (5)
- 1969-1970:  Mario Musiello (7)
- 1970-1971:  Angelo Mammì (9)
- 1971-1972:  Alberto Spelta (7)
- 1972-1973:  Carlo Petrini,  Alberto Spelta (11)
- 1973-1974:  Carlo Petrini (11)
- 1974-1975:  Alberto Spelta (7)
- 1975-1976:  Massimo Palanca (11)
- 1976-1977:  Massimo Palanca (5)
- 1977-1978:  Massimo Palanca (18)
- 1978-1979:  Massimo Palanca (10)
- 1979-1980:  Massimo Palanca (9)
- 1980-1981:  Massimo Palanca (13)
- 1981-1982:  Edi Bivi (12)
- 1982-1983:  Luigi De Agostini,  Pietro Mariani (4)
- 1983-1984:  Edi Bivi (14)
- 1984-1985:  Giuseppe Lorenzo (18)
- 1985-1986:  Antonio Soda (7)
- 1986-1987:  Massimo Palanca (17)
- 1987-1988:  Massimo Palanca (13)
- 1988-1989:  Massimo Palanca (12)
- 1989-1990:  Giuseppe Lorenzo (5)
- 1990-1991:  Paolo Mollica (8)
- 1991-1992:  Paolo Mollica (16)
- 1992-1993:  Domenico Guzzetti (9)
- 1993-1994:  Massimo Campo (6)
- 1994-1995:  Giuseppe Delle Donne (8)
- 1995-1996:  Luigi Di Baia (6)
- 1996-1997:  Francesco Libro (8)
- 1997-1998:  Francesco Marra (6)
- 1998-1999:  Massimo Marsich (11)
- 1999-2000:  Giuseppe Tortora (15)
- 2000-2001:  Sergio Di Corcia (15)
- 2001-2002:  Fabio Moscelli (15)
- 2002-2003:  Fabio Moscelli (11)
- 2003-2004:  Giorgio Corona (19)
- 2004-2005:  Giorgio Corona (13)
- 2005-2006:  Giorgio Corona (14)
- 2006-2007:  Sebastián Bueno (16)
- 2007-2008:  Pasquale Berardi (7)
- 2008-2009:  Massimiliano Caputo (13)
- 2009-2010:  Manolo Mosciaro (16)
- 2010-2011:  Stefano Morello (3)
- 2011-2102:  Simone Masini (21)
- 2012-2013:  Giordano Fioretti (12)
- 2013-2014:  Giordano Fioretti (12)
- 2014-2015:  Andrea Razzitti (7)
- 2015-2016:  Andrea Razzitti (7)
- 2016-2017:  Giuseppe Giovinco (9)
- 2017-2018:  ...
- 2018-2019:  Eugenio D'Ursi (14)

### Record in Serie A
Di seguito le top 25 dei primatisti di presenze e reti in Serie A. Fra parentesi è indicato il periodo di militanza in squadra.
Presenze
- 128  Claudio Ranieri (1974-1982)
- 117  Piero Braglia (1978-1984)
- 111  Giuseppe Sabadini (1978-1983)
- 105  Massimo Palanca (1974-1981; 1986-1990)
- 83  Alessandro Zaninelli (1980-1983)
- 83  Giorgio Boscolo (1980-1984)
- 77  Angelo Orazi (1978-1981)
- 73  Leonardo Menichini (1978-1981)
- 68  Enrico Nicolini (1976-1980; 1987-1989)
- 66  Adriano Banelli (1967-1979)
- 58  Giovanni Improta (1975-1979)
- 58  Massimo Mauro (1979-1982)
- 58  Antonio Sabato (1980-1982)
- 58  Massimo Mattolini (1978-1982)
- 54  Carlo Borghi (1980-1982)
- 51  Manlio Zanini (1977-1980)
- 51  Giuliano Groppi (1977-1980)
- 50  Edy Bivi (1981-1984)
- 48  Sergio Santarini (1981-1983)
- 46  Valerio Majo (1979-1981)
- 45  Luigi Maldera (1971-1978)
- 45  Paolo Braca (1967-1977)
- 40  Fausto Silipo (1967-1977)
- 39  Franco Peccenini (1980-1984)
- 35  Andrea Salvadori (1980-1983)

Reti
- 37  Massimo Palanca (1974-1981; 1986-1990)
- 15  Edy Bivi (1981-1984)
- 8  Carlo Borghi (1980-1982)
- 7  Alberto Spelta (1971-1976)
- 6  Adriano Banelli (1967-1979)
- 6  Antonio Sabato (1980-1982)
- 5  Giovanni Improta (1975-1979)
- 5  Carlo Bresciani (1979-1980)
- 4  Pietro Mariani (1982-1983)
- 4  Claudio Ranieri (1974-1982)
- 4  Enrico Nicolini (1976-1980; 1987-1989)
- 4  Luigi De Agostini (1982-1983)
- 3  Angelo Mammì (1970-1972)
- 3  Renzo Rossi (1977-1979)
- 2  Maurizio Trombetta (1982-1983)
- 2  Viorel Năstase (1981-1984)
- 2  Pierluigi Busatta (1968-1972)
- 2  Angelo Orazi (1978-1981)
- 2  Giorgio Boscolo (1980-1984)
- 2  Alberto Arbitrio (1974-1978)
- 2  Manlio Zanini (1977-1980)
- 2  Giorgio De Giorgis (1980-1981)
- 2  Maurizio Gori (1969-1974)
- 2  Costanzo Celestini (1981-1982)
- 2  Giannantonio Sperotto (1976-1977)

### Record reti stagionali
Di seguito i calciatori del Catanzaro che hanno superato la soglia delle 15 marcature in campionato. Fra parentesi è indicato il torneo in questione.
- 28  Pietro Iemmello
- 21  Vincenzo Geraci[N 2] (1947-1948)
- 21  Vincenzo Geraci (1950-1951)
- 21  Simone Masini (2011-2012)
- 19  Giorgio Corona (2003-2004)
- 17  Ettore Brossi[N 3] (1932-1933)
- 17  Manolo Mosciaro[N 4] (2009-2010)
- 16  Vincenzo Geraci[N 5] (1952-1953)
- 16  Giovanni Corti (1955-1956)
- 16  Gianni Fanello (1956-1957)
- 16  Tommaso Biasci (2022-2023)

Annotazioni
1. ↑  Nel febbraio 2016 Giampà fu squalificato per 6 mesi in seguito al coinvolgimento nello scandalo del calcioscommesse "Dirty Soccer". A partire da allora la fascia di capitano fu indossata da Tommaso Squillace, in forza al Catanzaro - salvo una breve parentesi nel 2014 - dal 2011. Fonte: Squillace: "Contro il Catania dovremo disputare una partita molto attenta", su catanzarosport24.it, http://www.catanzarosport24.it/, 17 febbraio 2016. URL consultato il 26 marzo 2016 (archiviato dall'url originale il 14 aprile 2016).
2. ↑  Inclusa 1 rete nelle fasi finali tra seconde classificate.
3. ↑  Inclusa 1 rete nello spareggio per il primo posto.
4. ↑  Inclusa 1 rete nei play-off.
5. ↑  Incluse 2 reti nella fase finale per il titolo.

## Contributo alle Nazionali

### Rappresentative italiane

Massimo Mauro.

Il primo calciatore a esser convocato con una rappresentanza dell'Italia durante il periodo di militanza in Calabria fu Massimo Mauro, nella nazionale Under 21. Cresciuto nel vivaio giallorosso e catanzarese di nascita, anche per questo, e per il suo talento, fu soprannominato ai fasti il "brasiliano fatto in casa". Debuttò in azzurro il 29 ottobre 1980 contro i pari età spagnoli, totalizzando in totale 7 presenze e 9 convocazioni. Dopo di lui, altri cinque calciatori vestirono la divisa dell'Under 21: cronologicamente, il primo fu Edi Bivi (3 presenze), seguito da Costanzo Celestini (2), Carlo Borghi (1), Pietro Mariani (2) e Giovanni Cervone (2 convocazioni, ma nessuna presenza).
Due calciatori del Catanzaro hanno invece ricevuto convocazioni nell'Italia Under 20: il primo fu nel 2005 Antonio Nocerino (10 presenze), seguito da Cristian Agnelli (9 convocazioni e sei presenze).
Tutti i calciatori elencati, in seguito al periodo in Calabria, giocarono in Serie A con altre formazioni, eccezion fatta per Agnelli, che raggiunse come risultato massimo la Serie C1, sebbene fece parte della rosa del Lecce che disputò la Serie B nel 2009, senza tuttavia scendere in campo. Mauro, Nocerino, Bivi, Celestini, Borgi, Mariani e Cervone giocarono anche con squadre blasonate quali Juventus, Napoli, Milan, Torino e Roma. Nocerino è inoltre l'unico calciatore ad aver raggiunto la nazionale maggiore.
Il giovane catanzarese Raffaele Celia, infine, ha esordito nel 2014 nella nazionale under-16.
Di seguito i calciatori convocati nella nazionale Under 21.
| Giocatore          | Data              | Partita debutto                     | Risultato | Convocazioni | Presenze | Gol |
| ------------------ | ----------------- | ----------------------------------- | --------- | ------------ | -------- | --- |
| Massimo Mauro      | 29 ottobre 1980   | Italia under 21 – Spagna under 21   | 0–1       | 8            | 7        | 0   |
| Edi Bivi           | 23 settembre 1981 | Italia under 21 – Bulgaria under 21 | 0-0       | 4            | 3        | 0   |
| Costanzo Celestini | 12 novembre 1981  | Italia under 21 – Grecia under 21   | 1-0       | 2            | 2        | -   |
| Carlo Borghi       | 23 febbraio 1982  | Italia under 21 – Scozia under 21   | 0-1       | 1            | 1        | 0   |
| Pietro Mariani     | 6 ottobre 1982    | Austria under 21 – Italia under 21  | 1-1       | 3            | 2        | 0   |
| Giovanni Cervone   | 30 novembre 1983  | Irlanda under 21 – Italia under 21  | 0-1       | 2            | 0        | -   |

Di seguito i calciatori convocati nella nazionale Under 20.
| Giocatore        | Data             | Partita debutto                     | Risultato | Convocazioni | Presenze | Gol |
| ---------------- | ---------------- | ----------------------------------- | --------- | ------------ | -------- | --- |
| Antonio Nocerino | 26 gennaio 2005  | Malta under 20 – Italia under 20    | 3–1       | 10           | 10       | 0   |
| Cristian Agnelli | 16 febbraio 2005 | Germania under 20 – Italia under 20 | 1-0       | 9            | 6        | 0   |

Di seguito i calciatori convocati nella nazionale Under 16.
| Giocatore      | Data             | Partita debutto                   | Risultato | Convocazioni | Presenze | Gol |
| -------------- | ---------------- | --------------------------------- | --------- | ------------ | -------- | --- |
| Raffaele Celia | 11 febbraio 2014 | Belgio under 16 – Italia under 16 | 3–3       | 4            | 4        | 0   |

### Altre rappresentative
Per quanto concerne le altre nazionali, due calciatori furono convocati durante il periodo di militanza nel Catanzaro. Il primo fu Andy Selva (6 presenze complessive) nella nazionale maggiore di San Marino, che debuttò nella sfida contro l'Inghilterra del 10 ottobre 1998; fu la prima partita disputata dall'attaccante con la nazionale maggiore del suo paese. Il secondo calciatore fu un altro attaccante, l'albanese Florian Myrtaj (3 presenze complessive), che esordì in Albania-Azerbaijan del 17 agosto 2005.
| Giocatore      | Data            | Partita debutto       | Risultato | Convocazioni | Presenze | Gol |
| -------------- | --------------- | --------------------- | --------- | ------------ | -------- | --- |
| Andy Selva     | 10 ottobre 1998 | San Marino – Israele  | 0-5       | 6            | 6        | 1   |
| Florian Myrtaj | 17 agosto 2005  | Albania – Azerbaigian | 2-1       | 3            | 3        | 1   |